# Bitwa morska pod Korykos
Bitwa morska pod Korykos – starcie zbrojne w roku 191 p.n.e. w trakcie wojny Rzymian z Seleukidami (192–188 p.n.e.).
W bitwie tej uczestniczył pod dowództwem pretora Gajusza Liwiusza Salinatora zespół floty rzymskiej w liczbie 75 okrętów oraz licząca 24 okręty eskadra pergamońska i 6 okrętów Kartagińczyków. Odniosły one zwycięstwo nad słabszą (70 okrętów) flotyllą państwa Seleukidów pod wodzą Poliksenidasa, której straty wyniosły 10 okrętów zatopionych i 13 jednostek zdobytych przez Rzymian (przy stracie jednego własnego okrętu).